# 莎娜·富尔顿
莎娜·富尔顿（英語：Shaane Fulton，2000年10月3日—），新西兰女子自行车运动员，父母都是职业自行车手。她是2024年夏季奥林匹克运动会女子团体竞速赛银牌得主。